# Nate Thurmond
Nathaniel "Nate" Thurmond (Akron, Ohio, 25 de julio de 1941-San Francisco, California, 16 de julio de 2016) fue un jugador de baloncesto estadounidense que jugó como profesional en las décadas de 1960 y 1970. Está considerado como uno de los mejores pivotes defensivos de la historia del baloncesto profesional, temido y respetado por las estrellas de su época, tales como Bob Pettit, Kareem Abdul-Jabbar y Wilt Chamberlain. Se ganó el apodo de Nate the Great (Nate el grande). 
Primer jugador de la NBA en lograr un cuádruple doble. El 18 de octubre de 1974, Thurmond debutó con los Bulls tras ser traspasado por los Warriors, y logró 22 puntos, 14 rebotes, 13 asistencias y 12 tapones en la victoria de Chicago sobre Atlanta (120-115) en el tiempo extra.

## Trayectoria Deportiva

### Universidad
Rechazó una oportunidad de ingresar en la Universidad de Ohio State, y eligió una muy poco conocida, la Bowling Green State University. Durante los tres años que permaneció en ella promedió unas cifras de 17,8 puntos y 17 rebotes, lo que le permitió ser elegido uno de los mejores universitarios del país en 1963.

### NBA
Fue elegido en el draft de la NBA de 1963 por los San Francisco Warriors, en la tercera elección de la primera ronda. No le fue fácil adaptarse a la liga profesional, ya que las comparaciones con los grandes pívots dominantes de la época como Wilt Chamberlain o Bill Russell eran constantes. Con el primero coincidió en San Francisco, teniendo que cambiar su posición por la de alero, y teniendo que esperar a que traspasaran a su gran estrella a Philadelphia en 1965 para poder actuar en su posición natural. Eso incrementó su rendimiento, convirtiéndose en uno de los pívots dominantes de la época.
Consiguió un espectacular récord de la NBA al atrapar 18 rebotes en un solo cuarto contra Baltimore, que todavía se mantiene, y difícilmente será superado. Es también el primer jugador de la historia en conseguir un cuádruple-doble con 22 puntos, 14 rebotes, 13 asistencias y 12 tapones en un único partido.
En 1974 es traspasado junto con Rowland Garrett a los Chicago Bulls a cambio de Eric Fernsten y Steve Patterson, ya en el declive de su carrera, acabando la misma en los Cleveland Cavaliers a los 35 años, promediando en sus 14 temporadas como profesional 15 puntos y 15 rebotes por partido.

## Estadísticas de su carrera en la NBA

### Temporada regular
| Temporada | Edad | Equipo                 | Liga | P   | TIT | MIN  | TC  | TCA  | %TC  | 3P | 3PA | %3P | TL  | TLA | %TL  | R.OF. | R.DEF. | REB  | ASIS | ROB | TAP | PER | FP  | PTS  |
| 1963-64   | 22   | San Francisco Warriors | NBA  | 76  |     | 25.9 | 2.9 | 7.3  | .395 |    |     |     | 1.3 | 2.3 | .549 |       |        | 10.4 | 1.1  |     |     |     | 2.4 | 7.0  |
| 1964-65   | 23   | San Francisco Warriors | NBA  | 77  |     | 41.2 | 6.7 | 16.1 | .419 |    |     |     | 3.1 | 4.6 | .658 |       |        | 18.1 | 2.0  |     |     |     | 3.0 | 16.5 |
| 1965-66   | 24   | San Francisco Warriors | NBA  | 73  |     | 39.6 | 6.2 | 15.3 | .406 |    |     |     | 3.8 | 5.9 | .654 |       |        | 18.0 | 1.5  |     |     |     | 3.1 | 16.3 |
| 1966-67   | 25   | San Francisco Warriors | NBA  | 65  |     | 42.5 | 7.2 | 16.4 | .437 |    |     |     | 4.3 | 6.8 | .629 |       |        | 21.3 | 2.6  |     |     |     | 2.8 | 18.7 |
| 1967-68   | 26   | San Francisco Warriors | NBA  | 51  |     | 43.6 | 7.5 | 18.2 | .411 |    |     |     | 5.5 | 8.6 | .644 |       |        | 22.0 | 4.2  |     |     |     | 2.7 | 20.5 |
| 1968-69   | 27   | San Francisco Warriors | NBA  | 71  |     | 45.2 | 8.0 | 19.6 | .410 |    |     |     | 5.4 | 8.7 | .615 |       |        | 19.7 | 3.6  |     |     |     | 2.4 | 21.5 |
| 1969-70   | 28   | San Francisco Warriors | NBA  | 43  |     | 44.6 | 7.9 | 19.2 | .414 |    |     |     | 6.1 | 8.0 | .754 |       |        | 17.7 | 3.5  |     |     |     | 2.6 | 21.9 |
| 1970-71   | 29   | San Francisco Warriors | NBA  | 82  |     | 40.9 | 7.6 | 17.1 | .445 |    |     |     | 4.8 | 6.6 | .730 |       |        | 13.8 | 3.1  |     |     |     | 2.3 | 20.0 |
| 1971-72   | 30   | Golden State Warriors  | NBA  | 78  |     | 43.1 | 8.1 | 18.6 | .432 |    |     |     | 5.3 | 7.2 | .743 |       |        | 16.1 | 2.9  |     |     |     | 2.7 | 21.4 |
| 1972-73   | 31   | Golden State Warriors  | NBA  | 79  |     | 43.3 | 6.5 | 14.7 | .446 |    |     |     | 4.0 | 5.6 | .718 |       |        | 17.1 | 3.5  |     |     |     | 3.0 | 17.1 |
| 1973-74   | 32   | Golden State Warriors  | NBA  | 62  |     | 39.7 | 5.0 | 11.2 | .444 |    |     |     | 3.1 | 4.6 | .666 | 4.0   | 10.1   | 14.2 | 2.7  | 0.7 | 2.9 |     | 2.9 | 13.0 |
| 1974-75   | 33   | Chicago Bulls          | NBA  | 80  |     | 34.5 | 3.1 | 8.6  | .364 |    |     |     | 1.7 | 2.8 | .589 | 3.2   | 8.1    | 11.3 | 4.1  | 0.6 | 2.4 |     | 3.4 | 7.9  |
| 1975-76   | 34   | TOTAL                  | NBA  | 78  |     | 17.9 | 1.8 | 4.3  | .421 |    |     |     | 0.8 | 1.6 | .504 | 1.5   | 3.8    | 5.3  | 1.2  | 0.3 | 1.3 |     | 2.1 | 4.4  |
| 1975-76   | 34   | Chicago Bulls          | NBA  | 13  |     | 20.0 | 1.5 | 3.5  | .444 |    |     |     | 0.6 | 1.4 | .444 | 1.1   | 4.4    | 5.5  | 2.0  | 0.3 | 0.9 |     | 1.2 | 3.7  |
| 1975-76   | 34   | Cleveland Cavaliers    | NBA  | 65  |     | 17.4 | 1.9 | 4.5  | .418 |    |     |     | 0.8 | 1.6 | .514 | 1.6   | 3.7    | 5.3  | 1.0  | 0.3 | 1.3 |     | 2.2 | 4.6  |
| 1976-77   | 35   | Cleveland Cavaliers    | NBA  | 49  |     | 20.3 | 2.0 | 5.0  | .407 |    |     |     | 1.4 | 2.2 | .642 | 2.5   | 5.2    | 7.6  | 1.7  | 0.3 | 1.7 |     | 2.6 | 5.5  |
| Total     |      |                        | NBA  | 964 |     | 37.2 | 5.7 | 13.6 | .421 |    |     |     | 3.5 | 5.3 | .667 | 2.8   | 6.8    | 15.0 | 2.7  | 0.5 | 2.1 |     | 2.7 | 15.0 |

### Playoffs
| Temporada | Edad | Equipo                 | Liga | P  | TIT | MIN  | TC   | TCA  | %TC  | 3P | 3PA | %3P | TL  | TLA | %TL  | R.OF. | R.DEF. | REB  | ASIS | ROB | TAP | PER | FP  | PTS  |
| 1963-64   | 22   | San Francisco Warriors | NBA  | 12 |     | 34.2 | 3.5  | 8.0  | .438 |    |     |     | 3.0 | 4.4 | .679 |       |        | 12.3 | 0.8  |     |     |     | 3.8 | 10.0 |
| 1966-67   | 25   | San Francisco Warriors | NBA  | 15 |     | 46.0 | 6.2  | 14.3 | .433 |    |     |     | 3.5 | 6.1 | .571 |       |        | 23.1 | 3.1  |     |     |     | 3.5 | 15.9 |
| 1968-69   | 27   | San Francisco Warriors | NBA  | 6  |     | 43.8 | 6.7  | 17.0 | .392 |    |     |     | 3.3 | 5.7 | .588 |       |        | 19.5 | 4.7  |     |     |     | 3.0 | 16.7 |
| 1970-71   | 29   | San Francisco Warriors | NBA  | 5  |     | 38.4 | 7.2  | 19.4 | .371 |    |     |     | 3.2 | 4.0 | .800 |       |        | 10.2 | 3.0  |     |     |     | 4.0 | 17.6 |
| 1971-72   | 30   | Golden State Warriors  | NBA  | 5  |     | 46.0 | 10.6 | 24.4 | .434 |    |     |     | 4.2 | 5.6 | .750 |       |        | 17.8 | 5.2  |     |     |     | 2.4 | 25.4 |
| 1972-73   | 31   | Golden State Warriors  | NBA  | 11 |     | 41.8 | 5.8  | 14.6 | .398 |    |     |     | 2.9 | 3.6 | .800 |       |        | 13.2 | 3.6  |     |     |     | 2.7 | 14.5 |
| 1974-75   | 33   | Chicago Bulls          | NBA  | 13 |     | 19.5 | 1.1  | 2.9  | .368 |    |     |     | 1.4 | 2.8 | .486 | 1.8   | 4.8    | 6.7  | 2.4  | 0.4 | 1.6 |     | 2.8 | 3.5  |
| 1975-76   | 34   | Cleveland Cavaliers    | NBA  | 13 |     | 28.8 | 2.8  | 6.1  | .468 |    |     |     | 1.0 | 2.5 | .406 | 2.9   | 6.1    | 9.0  | 2.2  | 0.5 | 2.2 |     | 4.0 | 6.7  |
| 1976-77   | 35   | Cleveland Cavaliers    | NBA  | 1  |     | 1.0  | 0.0  | 0.0  |      |    |     |     | 0.0 | 0.0 |      | 0.0   | 1.0    | 1.0  | 0.0  | 0.0 | 1.0 |     | 0.0 | 0.0  |
| Total     |      |                        | NBA  | 81 |     | 35.5 | 4.7  | 11.2 | .416 |    |     |     | 2.6 | 4.1 | .621 | 2.3   | 5.3    | 13.6 | 2.8  | 0.4 | 1.9 |     | 3.3 | 11.9 |

## Logros y reconocimientos
- Elegido en el mejor quinteto de rookies en 1964.
- 2 veces elegido en el mejor quinteto defensivo de la NBA.
- 7 veces All Star.
- Primer jugador en conseguir un cuádruple-doble, el 18 de octubre de 1974.
- Elegido uno de los 50 mejores jugadores de la historia de la NBA en 1996.
- Miembro del Basketball Hall of Fame desde 1985.
- Elegido en el Equipo del 75 aniversario de la NBA en 2021.

## Fallecimiento
El 16 de julio de 2016, 9 días antes de su cumpleaños 75, Thurmond falleció en San Francisco, California, a los 74 años de edad, tras una corta batalla contra la leucemia.